# Jerry Pournelle

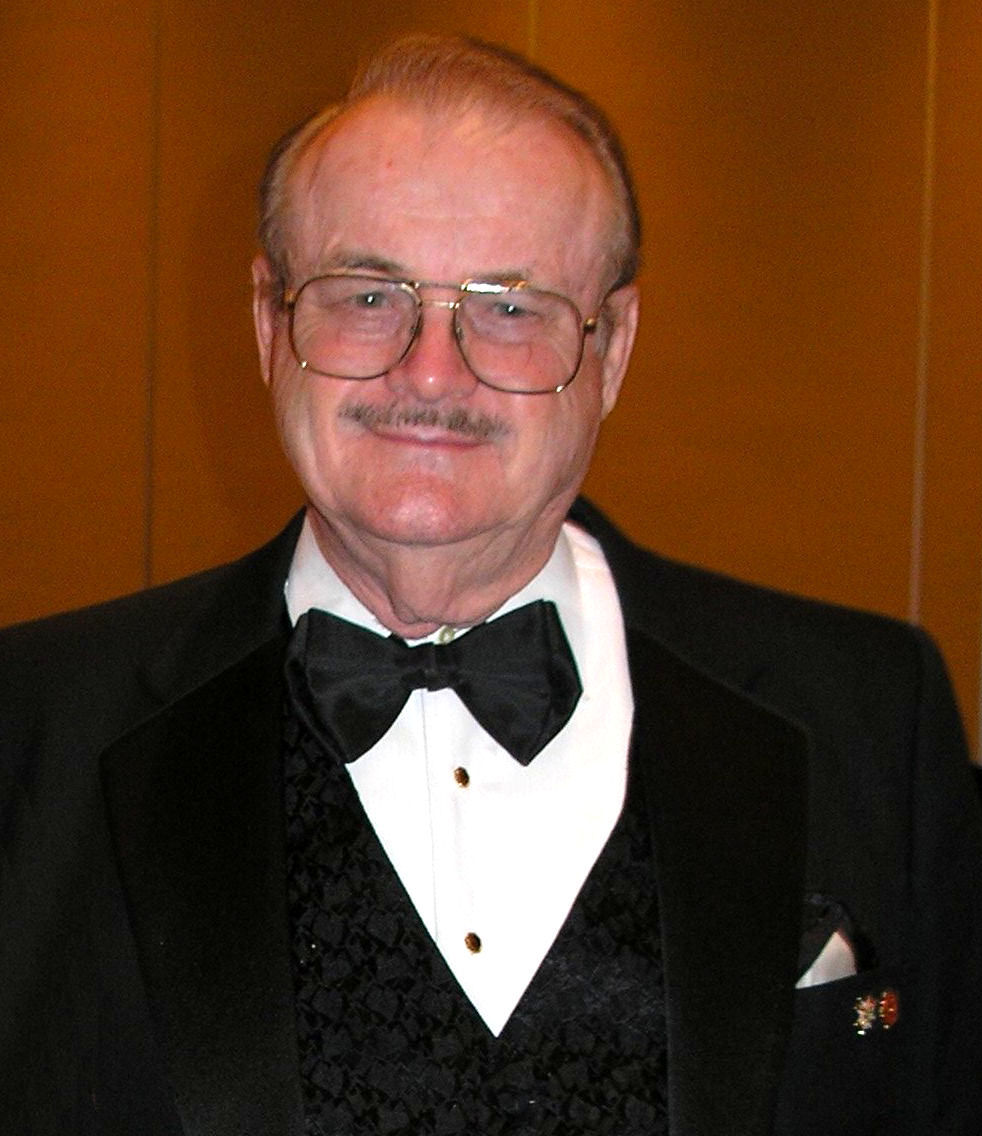
Jerry Pournelle (2008)

Jerry Eugene Pournelle (* 7. August 1933 in Shreveport, Louisiana; † 8. September 2017 in Studio City, Los Angeles, Kalifornien) war ein amerikanischer Journalist und Science-Fiction-Autor. International bekannt wurde er vor allem für eine Reihe von Science-Fiction-Romanen, die in der Zusammenarbeit mit Larry Niven entstanden, und in den USA zu Bestsellern wurden, insbesondere Der Splitter im Auge Gottes (1974) und Luzifers Hammer (1977). Einem breiteren amerikanischen Publikum wurde Pournelle ab 1982 für seine vielbeachtete Kolumne in der Computerzeitschrift Byte bekannt.

## Leben
Während des Koreakriegs diente Jerry Pournelle in der US Army als Artillerie-Offizier. In den späten 1950er Jahren arbeitete er in der Forschungsabteilung des Flugzeugbauers Boeing und entwickelte dort das theoretische Konzept für das Projekt Thor, bei dem es prinzipiell darum ging, kinetische Massen aus einer Erdumlaufbahn auf Ziele auf der Erde fallen zu lassen, also die Erde vom Weltraum aus zu beschießen. Pournelle absolvierte diverse Studiengänge an der University of Washington; er erwarb dort den Master of Science in experimenteller Statistik und in Systems Engineering. Er promovierte 1964 zum Doktor der Philosophie in Psychologie und Politischen Wissenschaften.
Im Auftrag des US-Militärs überarbeitete er Projekt 75, eine ursprünglich 1964 erstellte Studie über die bis 1975 benötigten Mittel zur Landesverteidigung. Als wissenschaftlicher Mitarbeiter arbeitete er für die Aerospace Corporation und die North American Rockwell Space Division und war Gründungspräsident des Pepperdine Research Institute.
1970 war Pournelle Berater der PELA (Professional Educators of Los Angeles), einer Vereinigung von Pädagogen, die gegen die gewerkschaftliche Organisierung von Lehrern eintraten. In seinem intellektuellen Werdegang wurde er protegiert von Russell Kirk und Stefan T. Possony. Zusammen mit Possony schrieb er zahlreiche militärisch-technische Fachpublikationen, unter anderem 1970 The Strategy of Technology, das zum Standardlehrbuch an den großen amerikanischen Militärakademien wurde. 1989 warb er zusammen mit Max Hunter und dem pensionierten Armee-General Lieutenant Daniel O. Graham in einer Präsentation vor Vizepräsident Dan Quayle für die Förderung der Entwicklung der DC-X-Rakete. Pournelle pflegte enge Kontakte mit republikanisch-konservativen Kreisen; einer seiner engsten Freunde war der Politiker und Lobbyist Newt Gingrich. 1985 schrieb er das Vorwort zu Gingrichs Buch Window of Opportunity.
Große Popularität erreichte Jerry Pournelle als Journalist für die Computerzeitschrift Byte. Seine dort ab 1982 erschienene, die persönlichen Erfahrungen mit PCs, Software und Vernetzung darstellende Kolumne trug den Titel CHAOS MANOR: The User’s Column. Sie war ein Flaggschiff der Zeitschrift, die im August 1998 ihr Erscheinen einstellte. Um Vernetzungstechnologien zu erproben und über die frühen sozialen Netzwerke, lange vor Beginn des World Wide Web, mit Lesern in Kontakt zu bleiben, nutzte Pournelle unter anderem den Online-Dienst GEnie, wo er ein eigenes Forum („RoundTable“) moderierte.

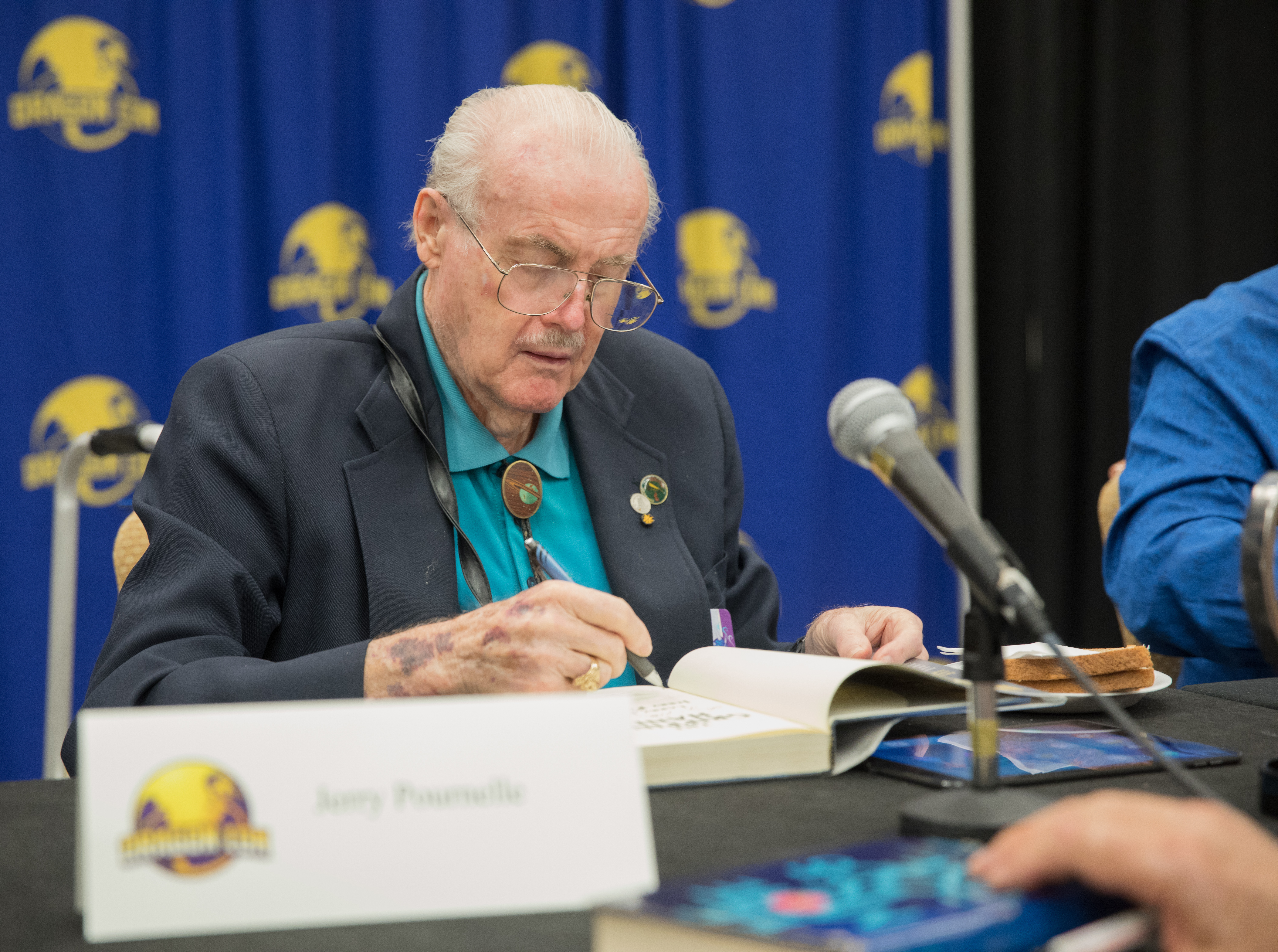
Jerry Pournelle (2017)

Nach dem Ende von Byte fing er an unter Chaos Manor Mail und The View from Chaos Manor in einer chronikartigen Form zu schreiben an, wie man sie später als Blog bezeichnen würde. Unter Chaos Manor Reviews erschien ab 2006 eine monatliche Kolumne, die die Tradition der bei Byte erschienenen Kolumne fortsetzte.
Pournelle war in den 1980er Jahren zudem Redakteur und Kolumnist des Militärmagazins Survive. Er war Mitglied im Human Biodiversity Institute, einer Online-Diskussionsrunde hochrangiger Wissenschaftler und Intellektueller, die von Steve Sailer, einem amerikanischen Journalisten, Kolumnisten und Filmkritiker ins Leben gerufen wurde.
Im Jahr 2008 wurde bekannt, dass Jerry Pournelle an einem Hirntumor leidet, der jedoch nach eigenen Angaben therapiert werden konnte. Am 8. September 2017 ist Pournelle im Alter von 84 Jahren an Herzversagen gestorben.

## Dissertation

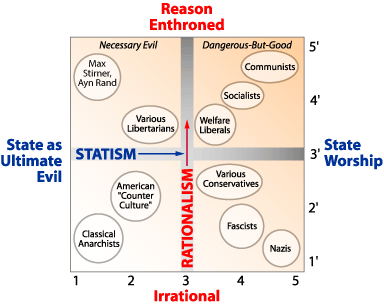
Pournelles Modell

Pournelles Dissertation trug den Titel The American political continuum; an examination of the validity of the left-right model as an instrument for studying contemporary American political „isms“. In ihr stellte er ein Modell des politischen Spektrums vor, das politische Strömungen in zwei Dimensionen klassifiziert:
Etatismus
Entlang dieser Achse werden die Ansichten danach eingeordnet, ob sie einen starken Staat wünschen oder ob der Staat am besten gar nicht existieren sollte. 
Rationalismus
Diese Achse beschreibt, ob die politische Strömung davon ausgeht, ob die Gesellschaft sich durch Vernunft verbessern lässt, oder ob jeder Versuch dazu gar nicht unternommen werden sollte. Ein Fehlen von „Rationalismus“ ist allerdings nicht als „irrational“ zu verstehen, sondern als „Anti-Rationalismus“. Rationalisten glauben, dass die gesellschaftliche Weiterentwicklung plan- und steuerbar sei, während der „Anti-Rationalist“ dies als Utopie kritisiert.

## Auszeichnungen
- 1964: Bronze-Medaille, American Security Council
- 1973: John W. Campbell Award for Best New Writer in Science Fiction
- 1977: Evans-Freehafer Award
- 1979: Forry Award für das Lebenswerk
- 1989: Seiun-Preis für den Roman Footfall, zusammen mit Larry Niven
- 1992: Prometheus Award für den Roman Fallen Angels, zusammen mit Larry Niven und Michael Flynn
- 1998: Seiun-Preis für den Roman Fallen Angels, zusammen mit Larry Niven und Michael Flynn
- 2001: Prometheus Award für die Anthologie The Survival of Freedom, zusammen mit John F. Carr
- 2005: Robert A. Heinlein Award (zusammen mit Larry Niven)[9]
- 2006: Writers of the Future für das Lebenswerk
- 2010: Phoenix Award für das Lebenswerk

Pournelle war von 1973 bis 1974 Präsident der Science Fiction Writers of America. Außerdem war er Fellow der Operations Research Society of America, der American Association for the Advancement of Science und Mitglied des Lazarus-Ordens.

## Bibliografie

### Serien und Zyklen
Die Serien sind nach dem Erscheinungsjahr des ersten Teils geordnet.
CoDominium
- A Spaceship for the King auch: King David’s Spaceship (1973)
  - Deutsch: Ein Raumschiff für den König auch: König Davids Raumschiff. 1983, ISBN 3-404-22061-7.
- West of Honor (1976)
  - Deutsch: Jenseits des Gewissens. 1981, ISBN 3-404-21136-7.
- The Mercenary (1976)
  - Deutsch: Der letzte Söldner. 1980, ISBN 3-404-21128-6.

Der Splitter-Zyklus
(mit Larry Niven)
- The Mote in God’s Eye (1974)
  - Deutsch: Der Splitter im Auge Gottes. 1977, ISBN 3-453-30424-1.
- The Gripping Hand auch: The Moat Around Murcheson’s Eye (1993)
  - Deutsch: Der Ring um das Auge Gottes. 2002, ISBN 3-453-07950-7.

Inferno
(mit Larry Niven)
- Inferno (1976)
  - Deutsch: Das zweite Inferno. 1979, ISBN 3-404-01105-8.
- Escape from Hell (2009)

Janissaries
- The Sundering Flood auch: Janissaries (1979)
  - Deutsch: Die entführte Armee. 1980, ISBN 3-404-24013-8.
- Clan and Crown (1982, mit Roland J. Green)
  - Deutsch: Die neuen Abenteuer der entführten Armee. 1987, ISBN 3-404-23068-X.
- Storms of Victory (1987, mit Roland J. Green)
  - Deutsch: Wer den Wind sät. 1989, ISBN 3-404-23086-8.

Heorot
(mit Larry Niven und Steven Barnes)
- The Legacy of Heorot (1987)
  - Deutsch: Heorots Vermächtnis. Auch: Der Held von Avalon. 1989, ISBN 3-404-24306-4.
- Beowulf’s Children (auch: The Dragons of Heorot, 1995)
  - Deutsch: Beowulfs Kinder. 1999, ISBN 3-404-24223-8.

Falkenberg’s Legion
- Prince of Mercenaries (1989)
- Falkenberg’s Legion (1990)
- Go Tell the Spartans (1991, mit S. M. Stirling)
  - Deutsch: Die Söldner von Sparta. 1994, ISBN 3-404-23155-4.
- Prince of Sparta (1993, mit S. M. Stirling)
  - Deutsch: Der Prinz von Sparta. 1994, ISBN 3-404-23159-7.

War World
- Burning Eye (1989, mit John F. Carr)
- Death’s Head Rebellion (1990, mit John F. Carr)
- Sauron Dominion (1991, mit John F. Carr)
- Codominium: Revolt on War World (1992, mit John F. Carr)
- Invasion (1994)

Jupiter
- Higher Education (1995, mit Charles Sheffield)
- Starswarm (1998)

Golden Road
(mit Larry Niven)
- The Burning City (2000)
  - Deutsch: Stadt des Feuers. 2001, ISBN 3-453-18801-2.
- The Burning Tower (2005)

Man-Kzin
- The Houses of the Kzinti (2002, mit Dean Ing und S. M. Stirling)

### Einzelromane
- Red Heroin (1965, als Wade Curtis)
- Red Dragon (1970, als Wade Curtis)
- Escape from the Planet of the Apes (1974)
  - Deutsch: Flucht vom Planet der Affen. Pabel, 1976.
- Birth of Fire (1976)
  - Deutsch: Mars, ich hasse dich. 1978, ISBN 3-404-01460-X.
- High Justice (1977)
- Lucifer’s Hammer (1977, mit Larry Niven)
  - Deutsch: Luzifers Hammer. 1980, ISBN 3-453-30620-1.
- Exiles to Glory (1978)
- Oath of Fealty (1981, mit Larry Niven). ISBN 1-4165-5516-1 (Nachdruck 2007).
  - Deutsch: Todos Santos. Wilhelm Heyne Verlag GmbH & Co. KG, 1984, ISBN 3-453-31036-5.
- Footfall (1985, mit Larry Niven)
  - Deutsch: Fußfall auch: Saturn minus Sechs. 1990, ISBN 3-453-04293-X.
- Fallen Angels (1991, mit Larry Niven und Michael F. Flynn)
  - Deutsch: Gefallene Engel. 1998, ISBN 3-453-13317-X.
- Cities in Space (1991, mit John F. Carr)
- The Children’s Hour (1991, mit S. M. Stirling)
- Prince (2002, mit S. M. Stirling)

### Als Herausgeber
There Will Be War
- There Will Be War (1982)
- Men of War (1984)
- Blood and Iron (1984, mit John F. Carr)
- Day of the Tyrant (1985, mit John F. Carr)
- Warrior (1986)
- Guns of Darkness (1987)
- Call to Battle (1988, mit John F. Carr)
- Armageddon! (1989, mit John F. Carr)
- After Armageddon (1990)

Far Frontiers
(mit Jim Baen)
- Far Frontiers (1985)
- Far Frontiers 2 (1985)
- Far Frontiers 3 (1985)
- Far Frontiers 4 (1986)
- Far Frontiers 5 (1986)
- Far Frontiers 6 (1986)
- Far Frontiers 7 (1986)

Imperial Stars
(mit John F. Carr)
- The Stars At War (1986)
- Republic and Empire (1987)
- The Crash of Empire (1989)

Einzelanthologien
- 2020 Vision (1974)
- Black Holes and other marvels (1978)
  - Deutsch: Black Holes. 1978, ISBN 3-404-24012-X.
- The Endless Frontier (1979, mit John F. Carr)
- The Survival of Freedom (2000, mit John F. Carr)

### Sachliteratur
- The Strategy of Technology: Winning the Decisive War (1970, mit Stefan T. Possony)
- That Buck Rogers Stuff (1977)
- The Mathematics of the Energy Crisis (1978, mit R. Gagliardi)
- A Step Farther Out (1980)
- The User’s Guide to Small Computers (1984)
- Mutual Assured Survival: A Space-Age Solution to Nuclear Annihilation (1984, mit Dean Ing)
- Adventures in Microland (Pournelle Users Guide #11, 1985)
- Guide to Disc Operating System and Easy Computing (1989)
- Pournelle’s PC Communications Bible (1992, mit Michael Banks)
- Windows with an Attitude (1993)
- PC Hardware: The Definitive Guide (2003)
- 1001 Computer Words You Need to Know (2004)

Dissertation
- The American political continuum; an examination of the validity of the left-right model as an instrument for studying contemporary American political “isms.” University of Washington, 1964, OCLC 19908362 (englisch).